# Белгород (Брянская область)
Белгород — поселок в Навлинском районе Брянской области в составе Бяковского сельского поселения.

## География
Находится в восточной части Брянской области на расстоянии приблизительно 9 км на восток-северо-восток по прямой от районного центра поселка Навля.

## История
Основан в начале XX века. На карте 1941 года обозначен как поселение с 22 дворами.

## Население
Численность населения: 55 человек (русские 98 %) в 2002 году, 38 в 2010.